# Jaderná elektrárna Phước Dinh
Jaderná elektrárna Phước Dinh (vietnamsky Nhà máy điện hạt nhân Phước Định) byla plánovaná jaderná elektrárna ve Vietnamu. Měla ležet poblíž města Phước Dinh v okrese Thuận Nam v provincii Ninh Thuận. Elektrárnu měl postavit Rosatom a vlastníkem a provozovatelem se měl stát Vietnam Electricity.

## Historie a technické informace
Historie elektrárny sahá až do října 2010, kdy Vietnam podepsal s Ruskem mezivládní dohodu o výstavbě první jaderné elektrárny v zemi se dvěma reaktory a možností rozšíření na čtyři.
Původně byl zvolen typ reaktoru VVER-1000. Elektrárnu měl vybudovat Atomstrojexport, dceřiná společnost Rosatomu a studii proveditelnosti zpracovala ruská společnost JSC Group E4. 31. října 2010 podepsala vietnamská vláda a Rosatom konečnou smlouvu o výstavbě.
V listopadu 2011 byla podepsána vládní půjčka ve výši 8 miliard dolarů. Byla také podepsána dodatečná mezivládní dohoda s půjčkou 500 milionů dolarů na zřízení jaderného vědeckého a technologického centra ve Vietnamu. Obě dohody stanovily vypořádání pouze v rublech a donzích, bez poskytnutí dolarů.
Práce na přípravě staveniště začaly v prosinci 2011. Stavba měla začít v roce 2014, přičemž první blok měl být uveden do provozu v roce 2020, druhý blok v roce 2021, třetí blok v roce 2023 a čtvrtý blok v roce 2024.
V říjnu 2014 bylo rozhodnuto nahradit reaktory VVER-1000/428 pokročilejšími a modernějšími reaktory VVER-1200. V roce 2014 bylo v rámci tohoto projektu v Rusku vyškoleno 344 vietnamských studentů jaderného inženýrství. Školení místních specialistů zahrnovalo získání specializovaného vysokoškolského vzdělání v Rusku a stáž v Rosatomu. Při stavbě Rostovské jaderné elektrárny pomáhalo 150 vietnamských inženýrů.
Sjednocená společnost ASE JSC – NIAEP JSC, která spadá pod Rosatom a EVN podepsaly v srpnu 2015 v Hanoji obecnou rámcovou dohodu o realizaci první etapy projektu výstavby jaderné elektrárny. Samotné zahájení stavby bylo odloženo až na rok 2020.
V listopadu 2015 se posunul termín uvedení do provozu z let 2024–2025 na rok 2028 a v listopadu 2016 Vietnam definitivně upustil od výstavby jaderné elektrárny. Důvodem odmítnutí bylo snížení růstu spotřeby energie ve Vietnamu a také pokles cen ropy a uhlí. Bylo oznámeno, že energetický plán země do roku 2030 nezahrnuje rozpočet na jadernou energii.

## Informace o reaktorech
| Reaktor      | Typ reaktoru  | Výkon   | Výkon   | Zahájení výstavby                        | Připojení k síti                         | Uvedení do provozu                       | Uzavření |
| Reaktor      | Typ reaktoru  | Čistý   | Hrubý   | Zahájení výstavby                        | Připojení k síti                         | Uvedení do provozu                       | Uzavření |
| ------------ | ------------- | ------- | ------- | ---------------------------------------- | ---------------------------------------- | ---------------------------------------- | -------- |
| Phước Dinh-1 | VVER-1000/428 | 1000 MW | 1060 MW | Plán na výstavbu zrušen v listopadu 2016 | Plán na výstavbu zrušen v listopadu 2016 | Plán na výstavbu zrušen v listopadu 2016 |          |
| Phước Dinh-2 | VVER-1000/428 | 1000 MW | 1060 MW | Plán na výstavbu zrušen v listopadu 2016 | Plán na výstavbu zrušen v listopadu 2016 | Plán na výstavbu zrušen v listopadu 2016 |          |
| Phước Dinh-3 | VVER-1000/428 | 1000 MW | 1060 MW | Plán na výstavbu zrušen v listopadu 2016 | Plán na výstavbu zrušen v listopadu 2016 | Plán na výstavbu zrušen v listopadu 2016 |          |
| Phước Dinh-4 | VVER-1000/428 | 1000 MW | 1060 MW | Plán na výstavbu zrušen v listopadu 2016 | Plán na výstavbu zrušen v listopadu 2016 | Plán na výstavbu zrušen v listopadu 2016 |          |